# Arquidiócesis de Jaro
La arquidiócesis de Jaro (en latín: Archidioecesis Iarensis o Sanctae Elisabeth, en inglés: Roman Catholic Archdiocese of Davao y en cebuano: Artsidiyosesis sa Davao) es una circunscripción eclesiástica de la Iglesia católica en Filipinas. Se trata de una arquidiócesis latina, sede metropolitana de la provincia eclesiástica de Jaro. Desde el 2 de febrero de 2025 su arzobispo es Midyphil Bermejo Billones.

## Territorio y organización
La arquidiócesis tiene 5304 km² y extiende su jurisdicción sobre los fieles católicos de rito latino residentes en las provincias de Iloílo y de Guimarás, ubicadas en la isla Panay en la región de Bisayas Occidentales.
La sede de la arquidiócesis se encuentra en el pueblo de Jaro en la ciudad de Iloílo, en donde se halla la Catedral de Santa Isabel de Hungría, conocida como Catedral y Santuario Nacional de Nuestra Señora de la Candelaria. Fue construida en 1864 y en ella se venera la imagen de la Nuestra Señora de la Candelaria, patrona de la ciudad, coronada en 1981 por el papa Juan Pablo II durante su visita a Filipinas. En Miagao se halla la iglesia de Santo Tomás de Villanueva, que es Patrimonio de la Humanidad.
En 2019 en la arquidiócesis existían 93 parroquias.
La arquidiócesis tiene como sufragáneas a las diócesis de: Bacólod, Cabancalán, San Carlos y San José de Antique.

## Historia
La diócesis de Jaro fue erigida el 27 de mayo de 1865 con la bula Qui ab initio del papa Pío IX, obteniendo el territorio de la diócesis de Cebú (hoy arquidiócesis de Cebú). Originalmente era sufragánea de la arquidiócesis de Manila.
A finales del siglo XIX esta diócesis comprendía las provincias y comandancias de Antique, Balábac, Basilan, Calamianes, Cápiz, Concepción, Cotabato, Dávao, Joló, Negros, Paragua, Romblón y Zamboanga, contándose en toda su extensión, 200 entre parroquias y misiones con 1 310 754 almas. Este obispado carecía de cabildo, pero tenía su correspondiente curia eclesiástica y juzgado provisoral.
El 10 de abril de 1910 cedió una parte de su territorio para la erección de la diócesis de Zamboanga (hoy arquidiócesis de Zamboanga).
El 15 de julio de 1932 cedió otra porción de territorio para la erección de la diócesis de Bacólod mediante la bula Ad Christi regnum del papa Pío XI.
El 28 de abril de 1934 pasó a formar parte de la provincia eclesiástica de la arquidiócesis de Cebú.
El 2 de julio de 1936 cedió una porción de su territorio para la erección de la prefectura apostólica de Mindoro (hoy vicariato apostólico de Calapán) mediante la bula Ad catholicum nomen del papa Pío XI.
El 27 de enero de 1951 cedió otra porción de su territorio para la erección de la diócesis de Cápiz (hoy arquidiócesis de Cápiz) mediante la bula Ex supremi apostolatus del papa Pío XII.
El 29 de junio de 1951 la diócesis fue elevada al rango de arquidiócesis metropolitana con la bula Quo in Philippina del papa Pío XII.
El 24 de marzo de 1962 cedió nuevamente una porción de territorio para la erección de la prelatura territorial de San José de Antique (hoy diócesis de San José de Antique) mediante la bula Novae cuiusque del papa Juan XXIII.

## Estadísticas
De acuerdo al Anuario Pontificio 2020 la arquidiócesis tenía a fines de 2019 un total de 2 956 604 fieles bautizados.
| Año                                                                             | Población            | Población | Población      | Sacerdotes | Sacerdotes    | Sacerdotes    | Bautizados por sacerdote | Diáconos permanentes | Religiosos | Religiosos | Parroquias |
| Año                                                                             | Bautizados católicos | Total     | % de católicos | Total      | Clero secular | Clero regular | Bautizados por sacerdote | Diáconos permanentes | Varones    | Mujeres    | Parroquias |
| ------------------------------------------------------------------------------- | -------------------- | --------- | -------------- | ---------- | ------------- | ------------- | ------------------------ | -------------------- | ---------- | ---------- | ---------- |
| 1950                                                                            | 1 347 600            | 1 575 800 | 85.5           | 204        | 174           | 30            | 6605                     |                      | 8          | 124        | 121        |
| 1970                                                                            | 997 882              | 1 231 527 | 81.0           | 176        | 115           | 61            | 5669                     |                      | 65         | 109        | 66         |
| 1980                                                                            | 1 246 000            | 1 392 000 | 89.5           | 151        | 112           | 39            | 8251                     |                      | 44         | 424        | 72         |
| 1990                                                                            | 1 487 000            | 1 660 000 | 89.6           | 184        | 139           | 45            | 8081                     |                      | 64         | 454        | 77         |
| 1999                                                                            | 1 817 700            | 1 954 517 | 93.0           | 212        | 154           | 58            | 8574                     |                      | 99         | 408        | 85         |
| 2000                                                                            | 1 854 054            | 1 993 607 | 93.0           | 219        | 167           | 52            | 8466                     |                      | 94         | 427        | 85         |
| 2001                                                                            | 1 889 144            | 2 053 418 | 92.0           | 221        | 171           | 50            | 8548                     |                      | 86         | 415        | 86         |
| 2002                                                                            | 1 945 818            | 2 115 020 | 92.0           | 222        | 172           | 50            | 8764                     |                      | 90         | 415        | 86         |
| 2003                                                                            | 2 004 192            | 2 178 470 | 92.0           | 216        | 172           | 44            | 9278                     |                      | 75         | 421        | 88         |
| 2004                                                                            | 2 054 296            | 2 232 931 | 92.0           | 211        | 167           | 44            | 9736                     |                      | 84         | 327        | 88         |
| 2006                                                                            | 2 104 402            | 2 287 393 | 92.0           | 229        | 179           | 50            | 9189                     |                      | 138        | 494        | 92         |
| 2013                                                                            | 2 460 470            | 2 867 713 | 85.8           | 253        | 168           | 85            | 9725                     |                      | 119        | 373        | 92         |
| 2016                                                                            | 2 641 965            | 3 177 462 | 83.1           | 256        | 173           | 83            | 10 320                   |                      | 121        | 523        | 92         |
| 2019                                                                            | 2 956 604            | 3 520 667 | 84.0           | 244        | 172           | 72            | 12 117                   |                      | 110        | 499        | 93         |
| Fuente: Catholic-Hierarchy, que a su vez toma los datos del Anuario Pontificio. |                      |           |                |            |               |               |                          |                      |            |            |            |

## Episcopologio
- Mariano Cuartero y Medina, O.P. † (20 de septiembre de 1867-16 de julio de 1884 falleció)

- Leandro Arrúe Agudo, O.A.R. † (27 de marzo de 1885-24 de octubre de 1897 falleció)

- Andrés Ferrero Malo, O.A.R. † (24 de marzo de 1898-27 de octubre de 1903 renunció)

- Frederick Zadok Rooker † (12 de junio de 1903-20 de septiembre de 1907 falleció)

- Dennis Joseph Dougherty † (19 de abril de 1908-6 de diciembre de 1915 nombrado obispo de Búfalo)

- Maurice Patrick Foley † (6 de septiembre de 1916-7 de agosto de 1919 falleció)

- James Paul McCloskey † (8 de marzo de 1920-10 de abril de 1945 falleció)

- José María Cuenco † (24 de noviembre de 1945-8 de octubre de 1972 falleció)

- Jaime Lachica Sin † (8 de octubre de 1972 por sucesión-21 de enero de 1974 nombrado arzobispo de Manila)

- Artemio Gabriel Casas † (11 de mayo de 1974-25 de octubre de 1985 renunció)

- Alberto Jover Piamonte † (2 de abril de 1986-17 de diciembre de 1998 falleció)

- Angel Lagdameo † (11 de marzo de 2000-14 de febrero de 2018 retirado)

- Jose Romeo Orquejo Lazo (14 de febrero de 2018-2 de febrero de 2025 retirado)

- Midyphil Bermejo Billones, por sucesión el 2 de febrero de 2025

### Escudos de armas de los obispos y arzobispos de Jaro

Leandro Arrúe Agudo
Andrés Ferrero Malo
Frederick Zadok Rooker
Dennis Joseph Dougherty
Maurice Patrick Foley
James Paul McCloskey
José Maria Cuenco (obispo)
José Maria Cuenco (arzobispo)
Jaime Lachica Sin
Artemio Gabriel Casas
Alberto Jover Piamonte
Angel Lagdameo
Jose Romeo Orquejo Lazo
Midyphil Bermejo Billones